# 吴晓邦

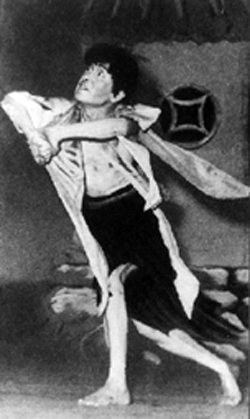
吴晓邦的独舞《饥火》

吴晓邦（1906年—1995年），男，江苏太仓人，中华民国及中华人民共和国舞蹈家、舞蹈教育家。

## 生平
吴晓邦出生于一个殷实家庭。早年留学日本，但并非研修舞蹈专业。一次，他偶然观看舞蹈《群鬼》，受到震撼，遂投身舞蹈事业。1929年至1932年，吴晓邦三度赴日本，先后向师承德国表现派舞蹈体系的高田雅夫、江口隆哉、宫操子等人学习芭蕾及现代舞。同时，吴晓邦还重视学习中国传统艺术。归国后，他在上海开办舞蹈学校。此外，他还先后于1935年、1937年举办了两次作品展示会，演出了《傀儡》、《送葬》、《小丑》、《浦江之夜》、《和平的憧憬》等十余个反映社会现实的舞蹈。他主张“为人生舞蹈”。
抗日战争爆发后，吴晓邦辗转中国各地。该时期，他创作了近百个舞蹈作品，主题包括抗击法西斯，反对封建礼教，唤起民众等等。代表作有以聂耳的同名歌曲创作的独舞《义勇军进行曲》（1937年），以贺绿汀的同名歌曲创作的群舞《游击队员之歌》（1938年）。吴晓邦在回忆录中写道：“……一腔热血和一颗丹心交织在一起，才能产生出那样神奇的力量。”1942年，吴晓邦自编自演了独舞《饥火》。1945年，在周恩来的支持下，吴晓邦与妻子盛捷（舞蹈家）一起赴延安，此后随军转战。
中华人民共和国成立后，吴晓邦主要从事于舞蹈教学、理论研究、组织领导工作。1951年3月17日起，在中央戏剧学院分别开办了崔承喜的“崔承喜舞蹈研究班” 、吴晓邦的“舞蹈运动干部训练班”，它们“对今后中国舞蹈领域的重振起了决定性的作用”。1960年代，创办了集教学、创作、演出于一体的“天马艺术工作室”，以探索中国现代舞及新古典舞。1980年代，吴晓邦在中国艺术研究院创办了中国内地唯一培养舞蹈硕士、博士研究生的舞蹈系。他还出版了总计数百万字的著作。
1995年，吴晓邦逝世。

## 延伸阅读
- 于平、冯双白主编，百年吴晓邦，文化艺术出版社，2006年